# Lecanodiaspis murphyi
Lecanodiaspis murphyi är en insektsart som beskrevs av Lambdin, in, Lambdin, Howell och Kosztarab 1973. Lecanodiaspis murphyi ingår i släktet Lecanodiaspis och familjen Lecanodiaspididae.
Artens utbredningsområde är Singapore. Inga underarter finns listade i Catalogue of Life.